# Marsupidium surculosum
Marsupidium surculosum är en bladmossart som först beskrevs av Christian Gottfried Daniel Nees von Esenbeck, och fick sitt nu gällande namn av Victor Félix Schiffner. Marsupidium surculosum ingår i släktet Marsupidium och familjen Acrobolbaceae. Inga underarter finns listade i Catalogue of Life.